# Kalcijev hidroksid
Kalcijev hidroksid (poznatiji kao gašeno građevinsko vapno, kreč, vapnena pasta, kalcijev hidrat, Ca(OH)2).

## Osobine
U vodi je slabo topljiva tvar (0,17 g u 100 ml H2O pri 20 °C), gustoće 2,21 g cm−3. Iz zraka jako dobro apsorbira ugljikov(IV) oksid (CO2).

## Dobivanje
Ovaj spoj je vrlo jaka baza i zbog jeftinog dobivanja ima veliku primjenu u kemijskoj industriji. Vapnenac je važna industrijska sirovina s velikom primjenom u građevinarstvu; termičkom razgradnjom na temperaturi oko 1000 °C nastaje živo vapno uz oslobađanje ugljikova(IV) oksida:
CaCO3(s) --> CaO(s) + CO2(g)
Reakcijom živoga vapna s velikom količinom vode (tzv. „gašenje vapna“) dobiva se gašeno vapno:
CaO(s) + H2O(I) --> Ca(OH)2(s)
Pri gašenju se oslobađa toplinska energija, a vapno povećava svoj volumen. Iz gašenog vapna dobiva se žbuka (koja se u građevinarstvu rabi kao vezivo).
Reakcija je reverzibilna i zagrijavanjem na oko 500 °C kalcijev hidroksid opet prelazi u oksid.
Čvrsti Ca(OH)2 i njegova vodena suspenzija apsorbiraju CO2 iz zraka pri čemu nastaje CaCO3, a zbog tog svojstva se koristi kao reagens za dokazivanje ugljikov dioksid (vapnena voda). Na toj reakciji se zasniva i korištenje gašenog vapna u građevinarstvu:
Ca(OH)2(s) + CO2 -> CaCO3 + H2O(l)
Tekuća suspenzija se skladišti tako da se u posudu ulije malo vode da prekrije površinu kako gašeno vapno ne bi došlo u kontakt s ugljikovim(IV) oksidom iz zraka. Tako se može čuvati neograničeno dugo, ali ga je potrebno čuvati od smrzavanja.
Na višim temperaturama kalcijev hidroksid se razlaže na vodu i kalcijev oksid:
Ca(OH)2 --> CaO + H2O
Gašeno je vapno pastozno, dok je hidratizirano vapno fini bijeli prah.

### Hidratizirano vapno
Industrijskim gašenjem živoga vapna uz minimalnu količinu vode nastaje hidratizirano vapno.
Hidratizirano vapno služi u građevinarstvu za pripravu žbuke i morta.

### Vapneno mlijeko
Vapneno mlijeko je suspenzija (razmućenje) kalcijevog hidroksida (gašenog vapna) u vodi.

## Upotreba
Upotrebljava se za dezinfekciju (uklanjanje fosfata iz otpadnih voda), dobivanje vapnenog mlijeka koje se primjenjuje za unutarnje i vanjsko bijeljenje zidova, za pripremu klasične građevinske žbuke, zaštitu voćaka, vezivanje sumporova dioksida nastala izgaranjem ugljena, itd.
Kalcijev hidroksid se koristi u građevinstvu kao vapno, a tvornice ga koriste za sprječavanje odlaska plinova (SO2, SO3, CO2...) u atmosferu.
Vodena otopina je slabo lužnata, a jedna od primjena otopine kalcijeva hidroksida je tzv. "bordoška juha", tj. smjesa kalcijeva hidroksida i bakrova(II) sulfata koja se upotrebljava za liječenje bolesti biljaka (peronospora). Vodena otopina koja nije profiltrirana naziva se vapneno mlijeko, a koristi se u krečenju.